# Dyrektor teatru (KV 486)
Dyrektor teatru (Der Schauspieldirektor, KV 486) – jednoaktowy singspiel z muzyką autorstwa Wolfganga Amadeusa Mozarta oraz librettem w języku niemieckim autorstwa Gottlieba Stephanie.
Pierwotnie został napisany z powodu „cesarskiego rozkazu” cesarza Józefa II, który zaprosił 80 gości na prywatny obiad. Jest uważany za „parodię próżności śpiewaków”, którzy spierają się o status i płace.
Mozart, który określa utwór jako „komedię z muzyką”, napisał go w ramach swojego udział w konkursie muzycznym, w związku z którym odbyło się prywatne przedstawienie zorganizowane 7 lutego 1786 r. przez Józefa II w Pałacu Schönbrunn w Wiedniu. W tym konkursie niemiecki singspiel, prezentowany na jednym końcu sali, zmierzył się z konkurującą z nim włoskim dziełem - była to opera buffa Antonio Salieriego, Prima la musica e poi le parole (Najpierw muzyka, potem słowa), która była wówczas przedstawiona na drugim końcu sali. Po premierze odbyło się pierwszy z trzech publicznych przedstawień, które cztery dni później odbyły się 11 lutego w Theater am Kärntnertor w Wiedniu.

## Historia utworu
Utwór powstał w bardzo twórczym okresie życia Mozarta, w tym samym czasie, co jego Wesele Figara, którego premiera odbyła się jeszcze w tym samym roku, wraz z trzema koncertami fortepianowymi i „kilkunastoma ważniejszymi utworami”.
Oprócz uwertury w partyturze znajdują się tylko cztery numery wokalne, a treść muzyczną (około 30 minut) dopełniają charakterystyczne dla swoich czasów mówione dialogi. Jednym z najważniejszych wydarzeń, które Erik Smith opisuje jako bardzo zabawne, jest to, że „każda dama śpiewa o szlachetności swojej sztuki, próbując pokonać rywalkę coraz wyższymi notami”. Chociaż została ona opisana jako „głupiutka farsa”, wydaje się, że Mozart skorzystał z okazji, aby napisać poważne arie, a zatem „przesłuchanie” Madame Herz obejmuje jej arię „Da schlägt die Abschiedsstunde” („Tam bije godzina wyjazdu”), podczas gdy Mademoiselle Silberklang śpiewa eleganckie rondo „Bester Jüngling” („Droga młodość”).

## Osoby
| bohater                               | typ głosu    | obsada podczas premiery 7 lutego 1786 |
| ------------------------------------- | ------------ | ------------------------------------- |
| Frank - dyrektor teatru               | rola mówiona | Johann Gottlieb Stephanie Jr.         |
| Eiler - bankier                       | rola mówiona | Johann Franz Hieronymus Brockmann     |
| Buff - śpiewak komiczny               | bas          | Joseph Weidmann                       |
| Monsieur Vogelsang - śpiewak          | tenor        | Valentin Adamberger                   |
| Madame Herz - śpiewaczka              | sopran       | Aloysia Weber                         |
| Mademoiselle Silberklang - śpiewaczka | sopran       | Caterina Cavalieri                    |
| Herz - aktor                          | rola mówiona | Joseph Lange                          |
| Madame Pfeil - aktorka                | rola mówiona | Anna Maria Stephanie                  |
| Madame Krone - aktorka                | rola mówiona | Johanna Sacco                         |
| Madame Vogelsang - aktorka            | rola mówiona | Maria Anna Adamberger                 |

## Treść
Impresario Frank (wraz z towarzyszącym mu Buffem) przesłuchuje dwie aktorki do swojej nowej grupy teatralnej. Podczas gdy oboje są zatrudnieni, kłócą się o to, kto otrzyma główną rolę i kto otrzyma najwięcej. Aby zilustrować ich mocne strony, każda z nich śpiewa uderzającą arię na poparcie swojego twierdzenia (Herz: "Da schlägt die Abschiedsstunde", Silberklang: "Bester Jüngling"). Porozumienie zostaje osiągnięte, gdy tenor Vogelsang interweniuje, w przezabawnym trio Juliana Rushtona: „Ich bin die erste Sängerin” ("Jestem primadonną") zostaje uzgodniony kompromis - każdym otrzymuje „duże pensje i rozliczenia gwiazd”. Utwór kończy kwartet „Jeder Künstler strebt nach Ehre” (Każdy artysta dąży do chwały).